# James Jones
 Der er flere personer med dette navn, se James Jones (amerikansk fodbold).
James Ramon Jones (født 6. november 1921, død 9. maj 1977) var en forfatter fra USA, der er mest kendt for sine romaner om 2. verdenskrig og dens følger.
Jones blev født i 1921 i Robinson, Illinois. Han var soldat i den amerikanske 25. infanteridivision under 2. verdenskrig, hvor han blev såret i slaget om Guadalcanal.
Hans oplevelser i krigen inspirerede ham til nogle af hans mest kendte bøger. Han var vidne til det japanske angreb på Pearl Harbor, en oplevelse der inspirerede ham til bogen Herfra til evigheden. Hans bog Den tynde røde linje er inspireret af hans oplevelser på Guadalcanal.
Herfra til evigheden vandt National Book Award i 1952, og Modern Library kalder den en af de 100 bedste bøger fra det 20. århundrede.
Med den posthume udgivelse af hans bog Whistle i 1978 blev hans krigstrilogi komplet. Han sagde selv at de tre bøger "vil sige godt og vel alt jeg nogensinde har haft at sige, eller behøver sige, om den menneskelige tilstand krig."